# Órgano de Knollen

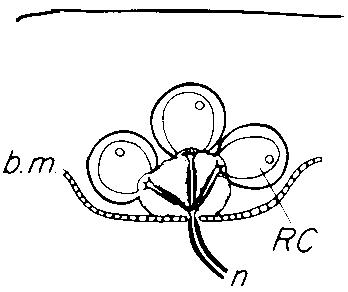
Un órgano de Knollen dibujado por el anatomista alemán Viktor Franz, 1921. RC=célula receptora; b.m.=membrana basal; n=nervio. Línea en la parte superior=superficie de la piel.
El órgano está incrustado en la piel de los peces mormíridos, que seelectrolocalizan activamente generando breves pulsos eléctricos con su órgano eléctrico. Los retornos de los pulsos, distorsionados por cualquier objeto cercano, como una presa, son detectados por los órganos de Knollen distribuidos alrededor del cuerpo del pez.

Un órgano de Knollen es un electrorreceptor de la piel de los peces débilmente eléctricos de la familia Mormyridae (peces elefante) de África. La estructura fue descrita por primera vez por Viktor Franz (1921), un anatomista alemán que desconocía su función. Reciben su nombre de «Knolle», «raíz tuberculosa» en alemán, que describe su estructura.

## Estructura y función
Los órganos de Knollen contienen células epiteliales modificadas que actúan como transductores sensoriales de los campos eléctricos. Además de éstas, hay células de soporte y una neurona sensorial. La neurona se conecta con el cerebro del pez, concretamente con el núcleo del lóbulo de la línea lateral electrosensorial (nELL) de la médula a través de la rama posterior del nervio de la línea lateral.
Los órganos están incrustados en la epidermis engrosada. Las células receptoras yacen enterradas en las capas más profundas de la epidermis, donde se expanden en una cavidad en las capas superficiales de la dermis. El órgano sensorial está rodeado por una membrana basal que separa el corion de la epidermis. Las células epiteliales forman un tapón suelto sobre los receptores sensoriales, lo que permite el paso de corriente acoplada desde el medio externo hasta el receptor sensorial.
Los órganos de Knollen carecen del canal gelatinoso que conduce de las células receptoras sensoriales al medio externo, característico de las ampollas de Lorenzini de los tiburones y otros grupos basales de peces. Los órganos de Knollen son sensibles a estímulos eléctricos a frecuencias comprendidas entre 20 hercios y 20 kilohercios, con campos eléctricos tan pequeños como 0,1 milivoltios por centímetro. Sirven para detectar las débiles descargas eléctricas orgánicas de otros peces eléctricos, normalmente de su propia especie.